# Metrobús (Buenos Aires)
El Metrobús es un sistema de carriles exclusivos y excluyentes para autobuses (colectivos, en español rioplatense) que se puede homologar como autobús de tránsito rápido inaugurados el 31 de mayo de 2011 en la Ciudad Autónoma de Buenos Aires (Argentina).
Durante sus dos primeros años, el Metrobús constaba de un solo corredor que se extendía por la Avenida Juan B. Justo entre los barrios de Liniers y Palermo. El 24 de julio de 2013, se habilitó un nuevo corredor de carriles exclusivos para colectivos sobre el recorrido de la Avenida 9 de Julio, luego tres semanas después, se inauguró un nuevo ramal que une la Estación Plaza Constitución con el Puente La Noria, dos puntos de conexión muy importantes del sur de la ciudad y después de casi dos años, se habilitó un nuevo corredor de carriles exclusivos para colectivos sobre el recorrido de las avenidas Cabildo y Maipú y luego de cuatro meses, se habilitó un nuevo corredor de carriles exclusivos por primera vez en el país en una autopista y tener la ventaja de tener carriles reversibles (de 6 a 12 a Capital) y de (15 a 21 a Provincia) sobre la Autopista 25 de Mayo.
Actualmente, las líneas 34 y 166 circulan por el Corredor Juan B. Justo con buses normales y una dotación mínima de ómnibus articulados, cubriendo ambas líneas casi todas las paradas del recorrido; por otra parte, las líneas 53, 99, 109, 110 y 172 cubren únicamente las paradas que cortan su antiguo recorrido. El corredor cuenta con una parada de colectivos cada 400 metros aproximadamente.
Si bien durante su construcción se percibieron dudas respecto a la efectividad del servicio, una vez puesto en marcha se ha notado una reducción considerable de tiempo a la hora de viajar en las líneas mencionadas.[cita requerida] Según el Gobierno de la Ciudad de Buenos Aires, el tiempo de viaje se ha reducido en un 40%, aunque críticas señaIan que esta reducción del tiempo de viaje puede deberse a la menor cantidad de paradas en el recorrido. El sistema de carriles exclusivos de colectivos traslada a 522.000 pasajeros por día.
A diferencia de otros BRT existentes en el mundo, como por ejemplo en Curitiba o el TransMilenio de Bogotá, en éste no circula una única línea haciendo el recorrido por las diversas paradas, sino que funcionan como carriles exclusivos para diferentes líneas de colectivo. Muchas de las líneas que lo utilizan no lo hacen en forma total, sino parcial.

## Historia

### América Latina
La idea de un autobús de tránsito rápido fue desarrollada en los años 1970 en Curitiba, Brasil. Si bien la utilización de carriles exclusivos para autobuses ya se había implementado décadas antes en otros países, el sistema de Curitiba (Rede Integrada de Transporte) se caracterizaba por ser un plan integral de transporte masivo, frecuentemente llamado «metro de superficie», ya que incorporaba diversos conceptos del transporte ferroviario o subterráneo como la introducción de «estaciones» (paradas más espaciadas que las del sistema tradicional de buses) con una plataforma elevada y un sistema de pago y validación que se realizaba al momento de ingresar a la estación, con lo que los pasajeros ya tenían su boleto abonado antes de subir al autobús. La tarifa era única y contemplaba la combinación entre las distintas líneas sin tener que abonar adicionales. Además se introdujeron unidades de gran capacidad y con mayor número de puertas, lo que hacía mucho más ágil el ascenso y descenso de los pasajeros, reduciendo considerablemente los tiempos de viaje. Más allá de todo, la gran ventaja del sistema de Curitiba era su costo, mucho más económico que construir una línea o red de subterráneos.
Con el paso de los años, este concepto fue introducido en otras ciudades brasileñas y latinoamericanas como Bogotá (TransMilenio), Ciudad de México (Metrobús), Lima (Metropolitano) y Santiago de Chile (Red Metropolitana de Movilidad). En todas ellas se trató de una reorganización importante del transporte público urbano: se reemplazaron y estandarizaron gran parte de los recorridos existentes reconvirtiéndose en líneas «troncales» (líneas principales) y «locales» (abastecedoras de las troncales). Además, se centralizó la administración y planificación de los sistemas a cargo de empresas públicas específicas (como TransMilenio S.A. en el caso de Bogotá), que reemplazaron a las múltiples empresas existentes, aunque esto no impedía que empresas privadas pudiesen participar en la operación de los buses y en el sistema unificado de recaudación y/o administración financiera.[cita requerida]

### Buenos Aires
Desde fines del siglo XIX y hasta los años 1930, el sistema de transporte público de la Ciudad de Buenos Aires (excepto los ferrocarriles) se había basado en empresas privadas que operaban mediante concesiones otorgadas por la propia municipalidad. Sin embargo, la creciente competencia del transporte automotor (ómnibus y colectivos) provocó que los tranvías de capital extranjero perdieran grandes sumas de dinero. Así, en 1936, el Congreso Nacional sancionó la Ley de Corporación de Transportes de la Ciudad de Buenos Aires, que quitó al Concejo Municipal el poder de regular el transporte y autorizó la conformación de una corporación con la participación de las compañías preexistentes. Esta tendría por objeto coordinar y planificar los servicios de transporte colectivo de pasajeros de la Ciudad de Buenos Aires y sus prolongaciones fuera de la misma, evitando superposiciones innecesarias y antieconómicas. A partir de esta Ley el Estado Nacional definió su posición de actor principal en la formulación e implementación de políticas de transporte en la Capital Federal. La CTCBA operó entre 1939 y 1948, año en que terminó siendo absorbida por el propio Estado Nacional debido al fuerte déficit que registró la empresa conjunta durante toda su existencia debido a su baja rentabilidad: por decisión del Gobierno, el aumento de los costos (combustibles y salarios) no podía ser compensado con aumentos en las tarifas. Esta política provocó la licuación del capital de las empresas preexistentes y el desgaste de los equipos.
El Estado operó todos los servicios de pasajeros (subterráneos, tranvías, ómnibus, colectivos y trolebuses) a través de la AGTBA (Administración General de Transportes de Buenos Aires) durante algunos años, sin embargo el creciente déficit estructural arrastrado desde la Corporación de Transportes hizo que la situación fuera insostenible. [cita requerida]El Estado se vio obligado a diseñar una nueva política de racionalización y transferencia de la propiedad de los medios al sector privado: Entre 1955 y 1961 se privatizaron las líneas de ómnibus y colectivos, mientras que entre 1961 y 1963 se eliminaron los sistemas de tranvías y trolebuses, argumentando su obsolescencia. Así el Estado Nacional dejó de administrar directamente los servicios, aunque sí retuvo su función de regulador y planificador del sistema. Solamente los subterráneos continuaron bajo administración nacional directa hasta 1979, cuando fueron transferidos a la Municipalidad de Buenos Aires, sin embargo, diez años después, el Intendente Carlos Grosso devolvió al Estado Nacional la operación del sistema para que fuera incluida dentro del proceso de privatización ferroviaria que encaraba el Ministerio de Economía. Así, la Ciudad de Buenos Aires solo mantuvo la infraestructura de la red y la capacidad para diseñar y construir las nuevas extensiones, mientras que la operación pasó a manos de una empresa privada (Metrovías S.A.), cuya concesión dependía del Poder Ejecutivo Nacional.[cita requerida]
La política de transporte público no registró mayores cambios hasta mediados de los años 1990, cuando la Ciudad de Buenos Aires se volvió autónoma. Durante el mandato de Fernando de la Rúa (primer jefe de Gobierno porteño) se alentaron diversas medidas para fomentar el uso del transporte público de pasajeros, como la expansión de la red de subterráneos, la conversión de algunas calles céntricas en peatonales y la habilitación de carriles exclusivos para taxis y colectivos en las principales avenidas.
En el año 2006, con el anuncio de las obras para construir un tranvía en Puerto Madero, pronto se especuló con las futuras líneas que podrían construirse: la opción de un ramal por la Avenida Juan B. Justo entre los barrios de Palermo y Liniers, era una de las alternativas más probables. Finalmente la idea de construir un tranvía por la avenida Juan B. Justo se descartó y en su lugar el Gobierno porteño anunció el proyecto de carriles exclusivos con el nombre Metrobús a mediados del 2008 como una manera de solucionar parcialmente el colapso de tránsito que sufría la Ciudad de Buenos Aires en horas pico. La construcción del sistema de carriles exclusivos para colectivos, se llevó a cabo en el contexto del plan de Movilidad Sustentable del Gobierno de la Ciudad y ha sido publicitado como el segundo Autobús de tránsito rápido (BRT) de la Argentina. El sistema integrado de transporte (de acuerdo con el modelo Rede Integrada de Transporte de Curitiba y existente en la Sistema Integrado de Transporte Misionero) se caracteriza por la implementación de estaciones de integración, donde confluyen las líneas de colectivos desde los distintos barrios, en donde los pasajeros, con un único boleto, pueden efectuar distintas combinaciones hacia el destino final elegido, mediante ómnibus más grandes, que circulan por carriles exclusivos.

### Inconvenientes

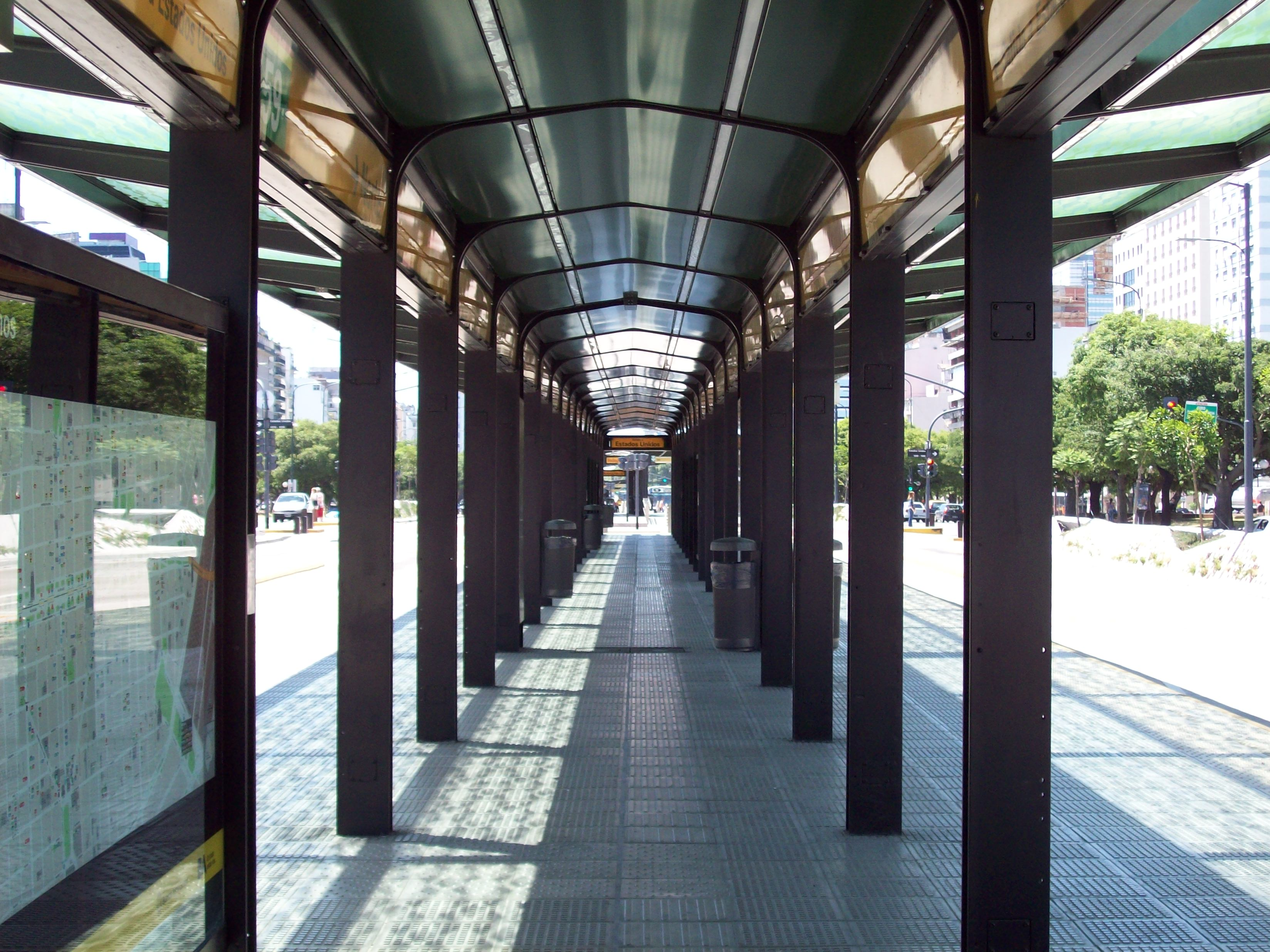
Galería interna del Metrobús.

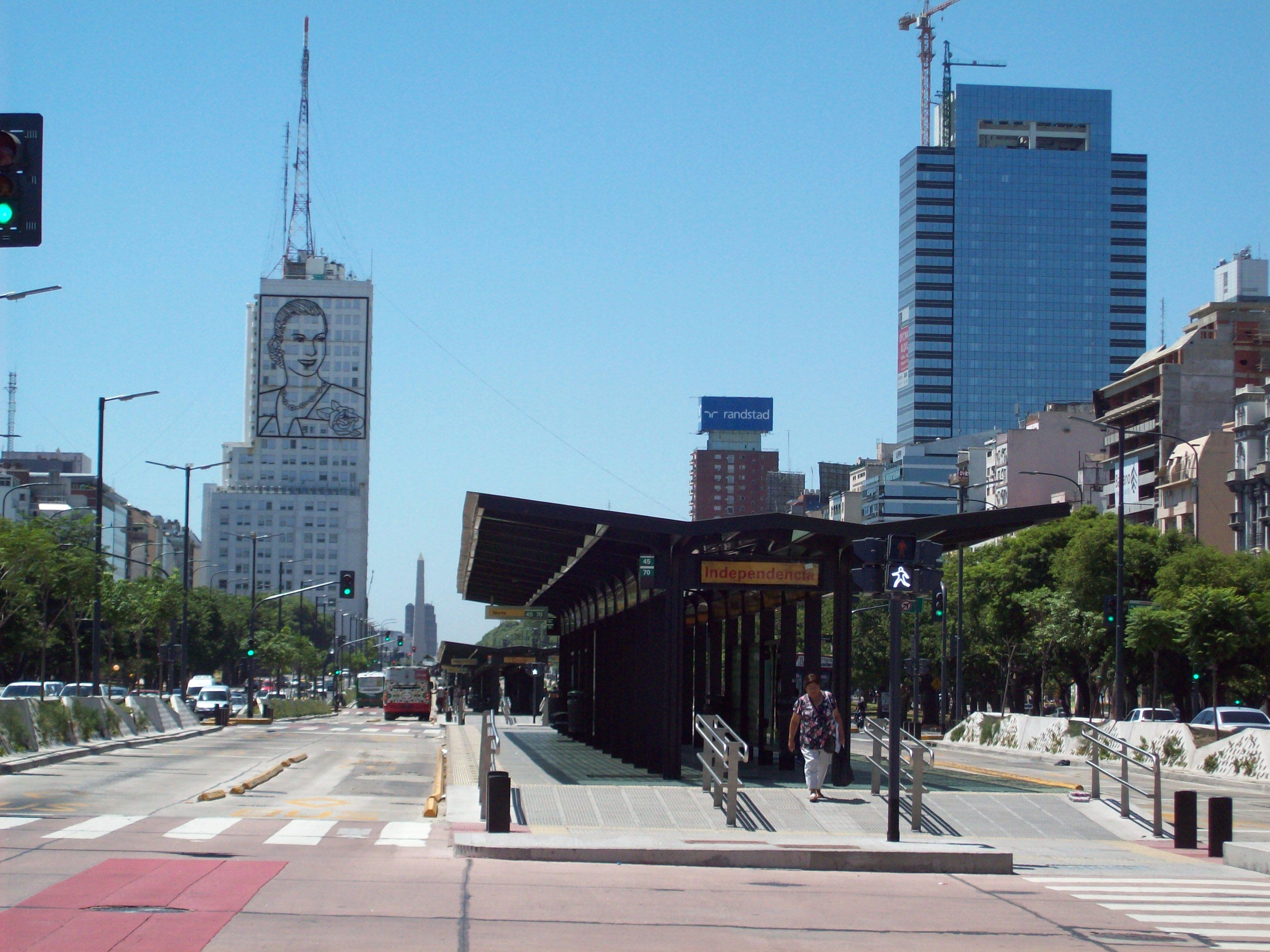
Metrobús, Obelisco y edificio del Ministerio de Obras Públicas.

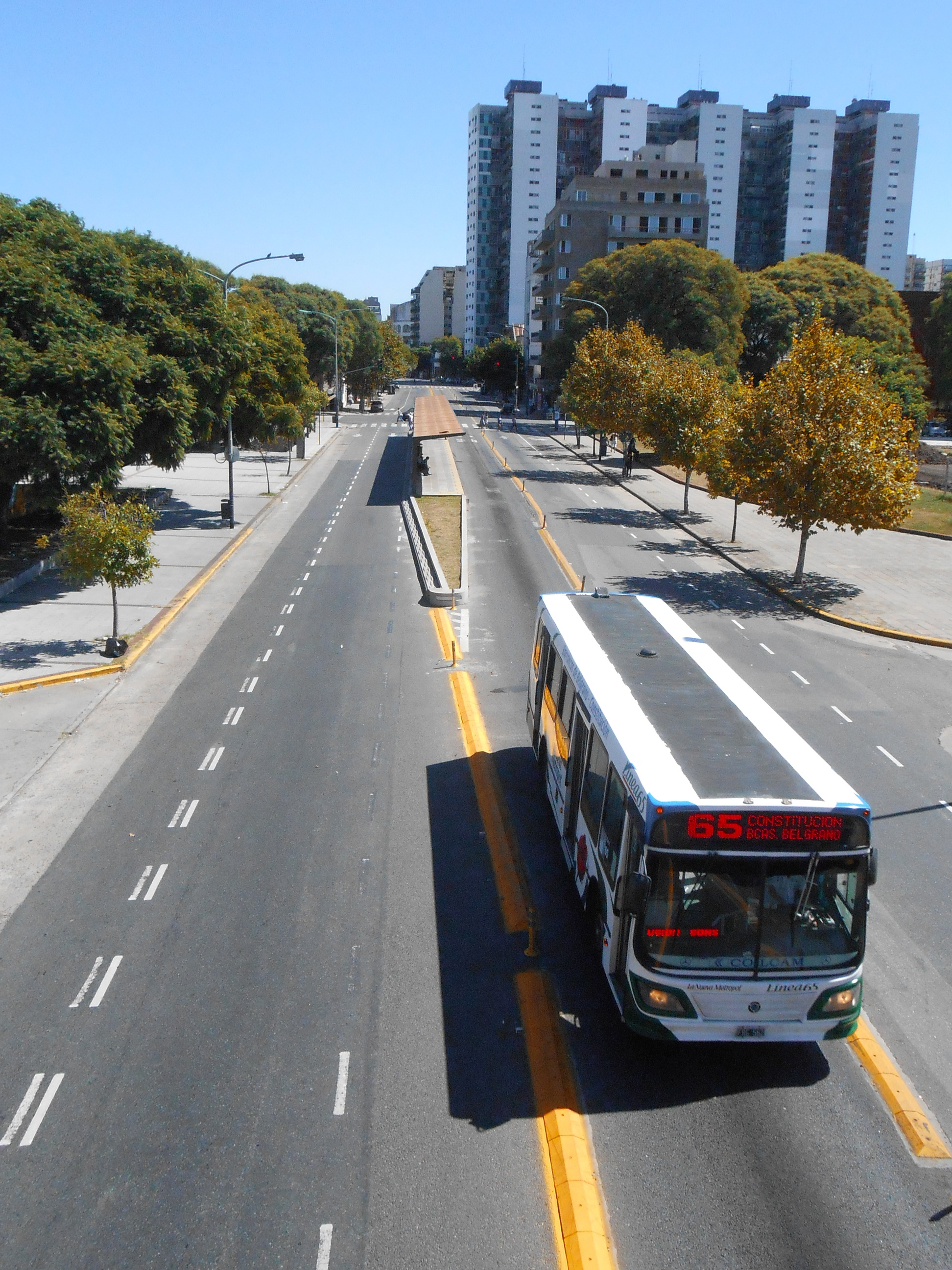
Metrobús: Estación Garrahan

Antes mismo de su puesta en marcha, el Metrobús porteño ya presentaba ciertas complejidades difíciles de resolver. El principal problema era que el sistema de transporte público automotor del Área Metropolitana de Buenos Aires dependía del Poder Ejecutivo Nacional por atravesar distintas ciudades y no del Gobierno de la Ciudad de Buenos Aires, que era el impulsor del proyecto. Así, a diferencia de lo ocurrido en otras ciudades latinoamericanas, las líneas existentes afectadas por la implementación del sistema, no desaparecerían ni unificarían su gestión, ya que las concesiones del servicio correspondían al Poder Ejecutivo Nacional. Por otro lado tampoco podría implementarse la tarifa única de combinación entre líneas o el sistema de pago anticipado del pasaje al momento de ingresar a las paradas, ya que cada empresa seguiría siendo autónoma y la recaudación, en las distintas jurisdicciones, continuaría supeditado al Gobierno Nacional a través del sistema SUBE.
Lo único que podía intentar el Gobierno local era unificar las paradas de colectivo de las líneas 166 y 34 que aún no lo estaban, en el tramo sobre la Avenida Juan B. Justo llegando cerca de las estaciones ferroviarias de Liniers y Palermo. La línea 166 tenía su cabecera en la intersección de las avenidas Dorrego y Del Libertador, luego pasaba por la Estación Palermo y atravesaba toda la Avenida Juan B. Justo hasta cruzar la Avenida General Paz (pasando a algunas cuadras de la Estación Liniers), donde proseguía su itinerario por el conurbano bonaerense hasta los partidos de Merlo y Morón. Por su parte, la línea 34 iniciaba su recorrido en el barrio de Belgrano (La Pampa y Figueroa Alcorta), atravesaba el barrio de Palermo, aunque evitando la estación del Ferrocarril San Martín a pocas cuadras de allí, para recién ingresar a la Avenida Juan B. Justo a metros de su intersección con la Avenida Córdoba. Luego proseguía su viaje por la Avenida Juan B. Justo, desviándose escasos metros antes de llegar a la Avenida General Paz, para alcanzar la estación ferroviaria de Liniers, donde tenía su terminal.
La idea del Gobierno porteño era que ambas empresas unificaran su recorrido sobre la avenida Juan B. Justo, entre las estaciones ferroviarias de Liniers y Palermo, tras lo cual cada empresa continuaría con su recorrido normal. La avenida Juan B. Justo a su vez contaría con carriles exclusivos y paradas con plataformas elevadas en las principales intersecciones. Sin embargo y a pesar de los anuncios oficiales, no se llegó a un acuerdo ya que ninguna de las dos empresas quería compartir con la otra el servicio en las mencionadas estaciones ferroviarias, por lo que ambas continuaron con sus recorridos originales tras la inauguración de los carriles exclusivos.

## Dinámica
El servicio funciona con carriles exclusivos ubicados en el centro de las avenidas pertenecientes a la red. Las paradas se encuentran elevadas sobre la calzada y todas ellas incluyen información sobre los colectivos que pasan por ella, así como las combinaciones posibles entre ellos o con otros servicios. Además todas las paradas son cubiertas y cuentan con asientos, rampas para facilitar el acceso a personas con movilidad reducida, y carteles en braille con el nombre e información de la parada.[cita requerida] Además de las paradas normales, cada ramal de la red de Metrobus cuenta con cabeceras. Los boletos son abonados con la tarjeta SUBE, que comenzando en 2011 reemplazaría a las monedas. 
Este sistema, implementado en la ciudad de Buenos Aires, difiere totalmente a los implementados en otras ciudades, como México, D. F., Bogotá o Belo Horizonte, ya que en estos son ómnibus articulados que circulan exclusivamente en estos corredores, mientras que en la capital argentina transitan ómnibus de línea, en su mayoría no articulados, que circulan total o parcialmente sobre estos carriles exclusivos para continuar recorrido hasta su terminal.

## Impacto
El Gobierno de la Ciudad ha señalado que el trayecto recorrido de colectivos por estos carriles exclusivos no podría haber sido remplazado por un subterráneo, ya que bajo la Avenida Juan B. Justo se encuentra el Arroyo Maldonado. Se calcula que el servicio beneficia a cerca de 100.000 personas, entre los usuarios mismos y los autos particulares que anteriormente solían atascarse con los colectivos, por lo que contribuye a ordenar el tránsito. En hora pico el servicio supone un ahorro de hasta 44 minutos de viaje en su recorrido más largo. Asimismo, está contemplada la utilización del corredor por parte de ambulancias, patrulleros y bomberos.  Para la construcción de los carriles en la avenida Roca se eliminó la bicisenda existente y se removieron cientos de árboles, ya que los carriles se construyeron dentro del bulevar.
El sistema de Metrobús de Buenos Aires, calificó en 2013 como BRT por encima de ciudades como Ottawa, Los Ángeles o São Paulo, según el organismo que otorga las certificaciones de sistemas de tránsito rápido en el mundo.

## Críticas
Se cuestionó el precio total de la obra, que alcanzó cerca de los 450 millones de pesos, valor que legisladores opositores al gobierno porteño consideraron excesivo para las obras realizadas. Han señalado también que el sistema no consta de estaciones sino de paradas, ya que las mismas no poseen de ningún equipamiento (baños, oficinas, boleterías, etc). Se ha señalado también que, con el nuevo sistema, la cantidad de paradas en el recorrido es menor (cada cuatro cuadras, en lugar de cada dos) y que a esto podría deberse la reducción del tiempo de viaje.[cita requerida]
- Mientras los trenes subterráneos utilizan energía eléctrica, los ómnibus que van por los carriles exclusivos son movidos a combustibles fósiles contaminantes, generando un daño al medio ambiente que los trenes subterráneos no producen.
- En los sistemas BRT el pago de la tarifa se realiza en la estación y los coches abren todas sus puertas para facilitar el ascenso y descenso rápido de pasajeros, habiendo así una economía de tiempo. Lo mismo no ocurre con el formato porteño donde el pasajero abona la tarifa una vez embarcado, con lo que el tiempo ganado por la circulación en carril exclusivo se pierde nuevamente en la transacción de compra del boleto.
- Confluyen en una misma parada diversas líneas de colectivos. De este modo, al haber vehículos parados en una parada otros no pueden ingresar y el ascenso y descenso de pasajeros no es posible; en el sistema tradicional, que tiene paradas para cada línea en particular, todos los micros pueden parar simultáneamente y se pierde menos tiempo.
- Respecto al orden de embarque de los pasajeros, al no saber qué colectivo llegará primero, es imposible hacer filas ordenadas de pasajeros en las paradas.[6][16][17]

En el aspecto ambiental, la construcción de los carriles en la Avenida 9 de Julio ha suscitado críticas de vecinos, comerciantes y urbanistas que argumentaban que la obra eliminaría gran parte de la forestación de dicha arteria y alteraría radicalmente su fisonomía. Siguiendo estos planteos, un grupo de abogados presentó un recurso de amparo para impedir la ejecución del proyecto, denunciando que el mismo nunca pasó por la Legislatura y que destruirá más de 200 árboles. Ante esta controversia, el Gobierno de la Ciudad de Buenos Aires ha asegurado que los árboles que deben ser removidos de la Avenida serán trasplantados dentro de la traza de la 9 de Julio y en otros parques de la ciudad, con la excepción de 28 ejemplares (menos del 2% del total) que se encuentran en malas condiciones fitosanitarias o no se corresponden con la unidad paisajística de la avenida. Además, se instalarán bulevares con 550 árboles nuevos en los laterales de los carriles exclusivos y por primera vez habrá árboles en la parte central de la Avenida. Cuando finalicen las obras, la 9 de Julio tendrá 414 árboles más que los que hay actualmente, conformando un total de 1.854 árboles. Finalmente dicha acusación fue desestimada por la justicia porteña, quien autorizó al gobierno municipal a continuar con las obras.
Por otra parte, también se critica el proyecto por superponerse a la Línea C del subterráneo y, por lo tanto, por representar una competencia al mismo. Sin embargo, en la práctica el Metrobús funciona como un complemento del Subte, ya que en general los pasajeros de las 10 líneas de colectivos que por él circulan realizan recorridos más extensos (dirigiéndose a otros puntos de la Ciudad o del Conurbano), haciendo íntegramente su viaje en colectivo.
Finalmente, el proyecto también ha sido blanco de críticas por los altos costos de construcción: se estima que cada parada del Metrobús en la Avenida 9 de Julio costó unos 8 millones de pesos.

## Ampliación

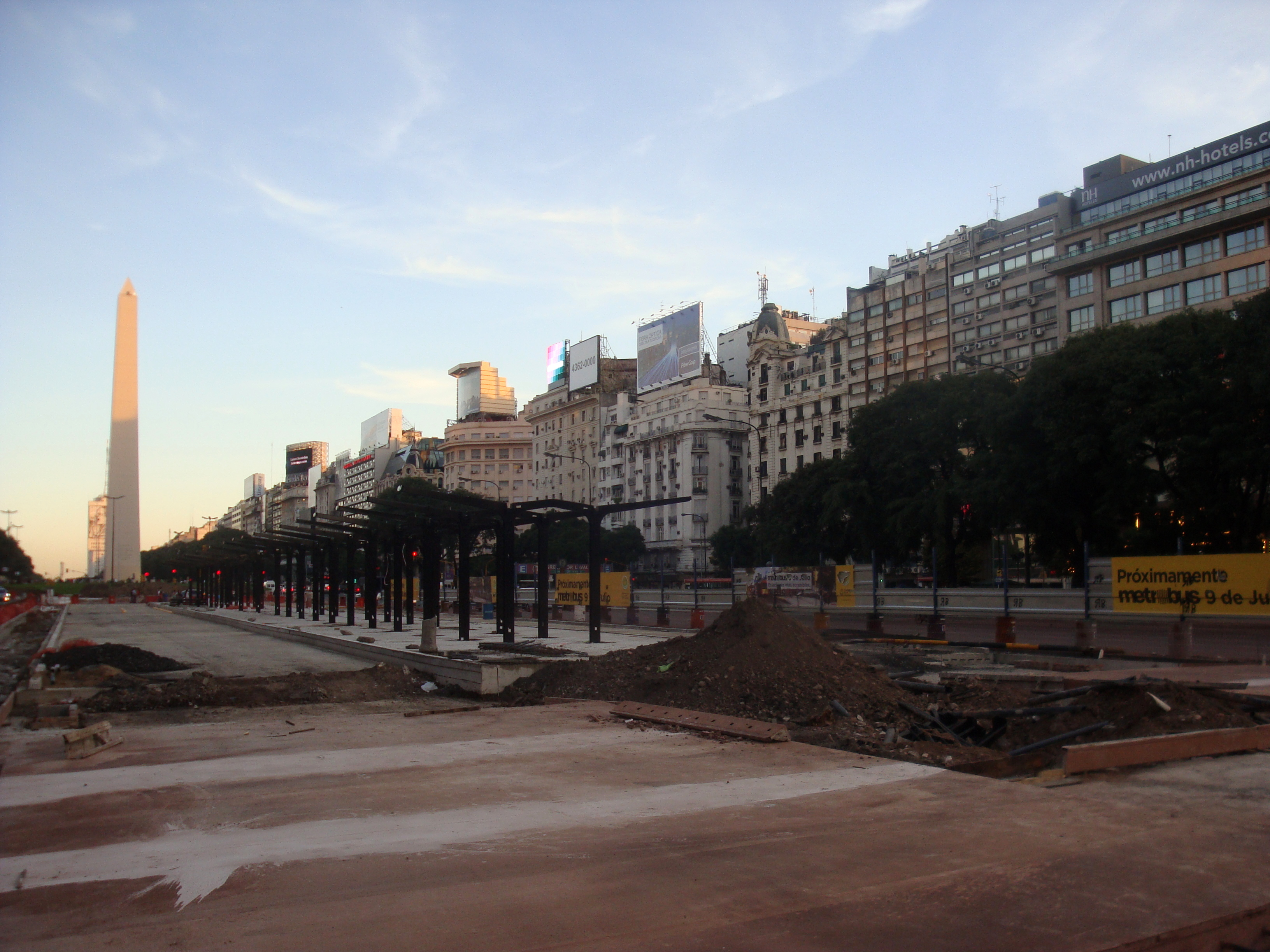
Obras de ampliación del Metrobús sobre la avenida 9 de Julio.

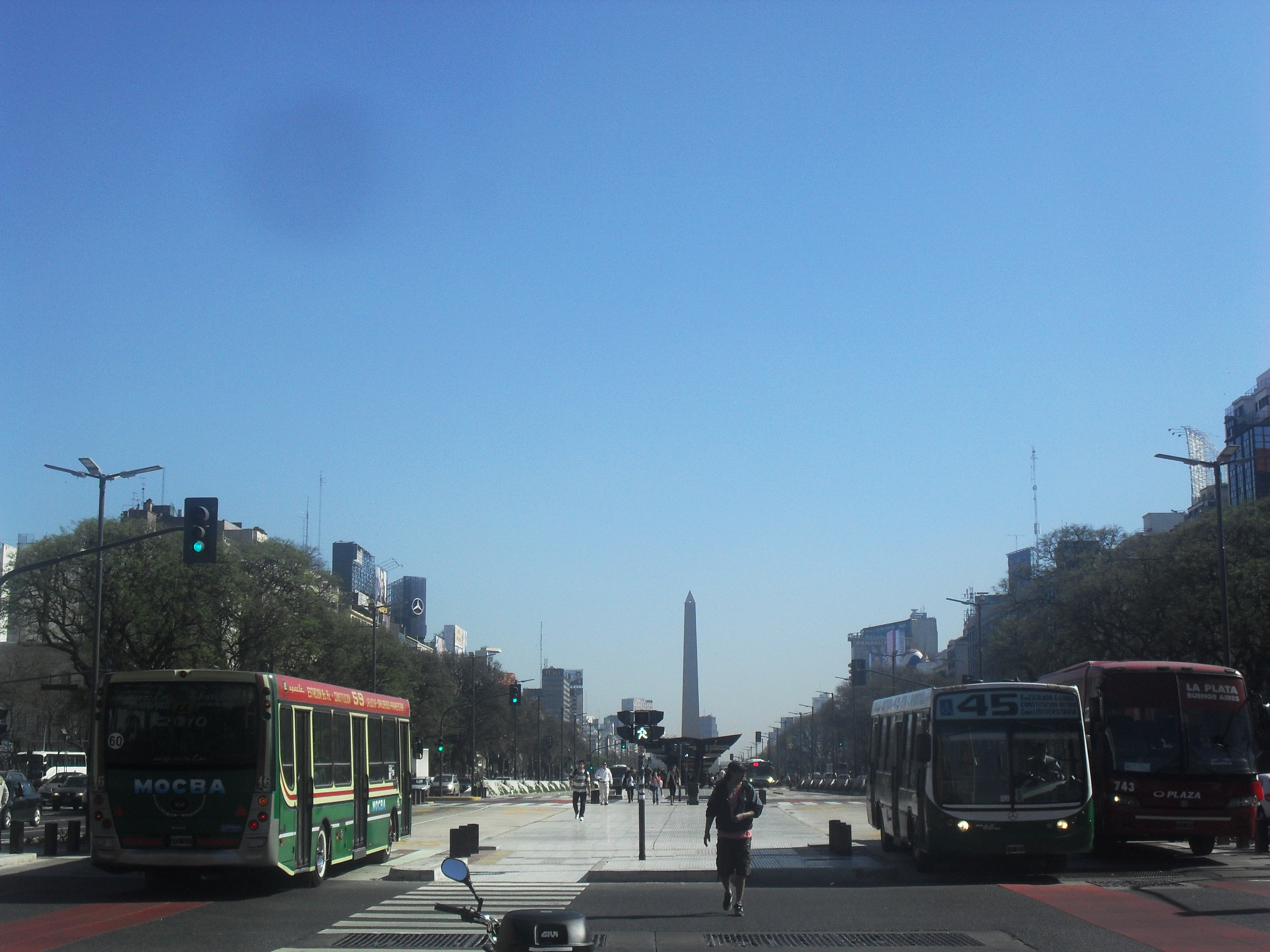
Vista del sistema en avenida 9 de Julio, desde Avenida de Mayo, hacia el norte.

El 15 de marzo del 2012 se anunció la construcción de dos ramales con carriles exclusivos en la zona sur de la Ciudad de Buenos Aires. Estos dos ramales no estarán conectados con el que existe actualmente, pero sí lo estarán entre sí. Con una longitud total de 22 kilómetros, se proveen construir un total de 28 paradas de colectivos. Con un costo de 150 millones de pesos, se calcula que estos ramales serán utilizados por 250 mil personas. Estos ramales serán:
- Ramal 1: parte de Puente de la Noria; por la Avenida Coronel Roca, luego por Intendente Francisco Rabanal, Sáenz, Chiclana y Garay hasta Constitución. En su mayoría lo recorre la línea 91, parcialmente las líneas 28, 115 y 188, y las líneas 76, 80, 101, 114, 117, 141 y 150 lo recorrerán por tramos cortos.
- Ramal 2: parte de Puente de la Noria; por la Avenida Fernández de la Cruz, luego por Chiclana y Garay hasta Constitución. En su totalidad lo recorre la línea 143, parcialmente las líneas 101, 150 y, en tramos cortos las líneas 6, 23, 36, 46, 76 y 114. Se inauguró el 14 de agosto de 2013.[20][21]

En octubre del 2012 se anunció la construcción de carriles exclusivos en la Avenida 9 de Julio, entre Retiro y Constitución, por la que circularían 10 líneas de colectivo. Se estima que 250 mil personas usarían los colectivos por la avenida 9 de Julio y que en 15 minutos se podrá realizar el recorrido.
Se construirá un túnel en la zona del empalme de autopistas, con el objetivo de que el transporte público y los servicios antes mencionados, provenientes de la AU Perito Moreno ingresen de manera directa y exclusiva al Metrobús AU 25 de Mayo, y viceversa. El túnel tendrá 460 metros de longitud, 6 metros de ancho y 4,20 metros de altura.
El mismo tendrá un único carril de circulación, por lo cual su uso será reversible y en el mismo sentido de circulación que Metrobús. Complementariamente, se implementará un carril exclusivo reversible en la AU Perito Moreno para el Metrobús entre el inicio del túnel y el Peaje Avellaneda.

## Ramales y paradas

### Provincia de Buenos Aires

#### Metrobús Ruta 8
- Tucúman-Hugo del Carril-Gabino Ezeiza-1.º de Mayo-Hospital Bocalandro-General Lavalle-San Martín-Las Gardenias
- Reconquista-Cuba-Martín Fierro-José Hernández-O'Donnell-Moreno-Guido Spano-Hospital Eva Perón-José C. Paz
- Rodríguez Peña-Murature-General Paz

Después de la estación Ladines del Metrobús San Martín, inicia el Metrobús Ruta 8

### Corredor Juan B. Justo
El Metrobús consta de cinco ramales en los que viajan 600.000 pasajeros diarios.